# Wiktor Ormicki
Wiktor Rudolf Ormicki, do 1924 Wiktor Rudolf Nusbaum (ur. 1 lutego 1898 w Krakowie, zm. 17 września 1941 w obozie Mauthausen) – polski geograf i wykładowca.

## Życiorys
Absolwent Uniwersytetu Jagiellońskiego. W 1930 uzyskał habilitację. Docent w tamtejszym Instytucie Geograficznym. Wybuch II wojny światowej uniemożliwił mianowanie go profesorem tytularnym. Aresztowany 6 listopada 1939 (Sonderaktion Krakau) wraz z innymi profesorami uczelni, osadzony w obozie koncentracyjnym Sachsenhausen, w 1940 przeniesiony do Dachau, gdzie z własnej woli przyznał się do żydowskiego pochodzenia, a następnie do Gusen (bliźniacze obozu Mauthausen). Pracując w kompanii karnej w kamieniołomie, uczestniczył w potajemnym życiu naukowym obozu. Prowadził pogadanki dotyczące głównie krajów, w których toczyły się wówczas działania wojenne. Tuż przed śmiercią ukończył manuskrypt książki O zagadnieniach zaludnienia kuli ziemskiej. Skazany na śmierć, „w drodze łaski” pozwolono mu wybrać między utopieniem a powieszeniem. Powieszony 17 września 1941. Jego ostatnie słowa przed egzekucją to: 

Wiem, po co mnie wołają do umywalni. Idę jednak ze spokojem. Idę w tym głębokim przeświadczeniu, że nie ginę na marne, że to wszystko dla Polski.

Jeden z twórców polskiego regionalizmu i antropogeografii. Przez ówczesnych geografów nazywany ojcem polskiej geografii ludności.
Materiały archiwalne Wiktora Ormickiego znajdują się w PAN Archiwum w Warszawie pod sygnaturą III-37.

## Publikacje
- Życie gospodarcze Kresów Wschodnich Rzeczypospolitej Polskiej (1929)
- Rozwój polskiej myśli geograficzno-gospodarczej 1866-1929 (1932)
- Kapitał pieniężny jako przedmiot badań geografii gospodarczej (1935)